# Caedmon
Caedmon (Kaedmon, Cedmon) var en anglosaxisk diktare, död cirka 680, som ursprungligen var koherde under Whitby kloster i Northumbria. Han och hans enda bevarade verk är kända genom Beda venerabilis Historia ecclesiastica gentis Anglorum.
Caedmon skall en natt ha drömt att "en vördnadsvärd man" befallde honom att dikta om skapelsen och den heliga historien. Vid uppvaknandet framförde han ett kväde som han trodde sig ha diktat i sömnen. Caedmon fick en grundlig utbildning och blev munk sedan han delgivit abbedissan sin sång. Hans verk skall ha omfattat sammandrag av Gamla och Nya testamentet (skapelsen, Israels historia, Daniel, Kristi liv, yttersta domen, skärselden, helvetet och paradiset). Han gäller som Englands förste kände skald. Av hans verk finns endast ett kort fragment bevarat, i de äldsta versionerna i latinsk översättning.